# Sagyebó Ferenc
Sagyebó Ferenc (Marosvásárhely, 1922. április 1. –) erdélyi gépészmérnök, egyetemi oktató és műszaki író.

## Életpályája
A marosvásárhelyi Gépipari Középiskola befejeztével 1943–44 között tervező technikus a csepeli Weiss Manfréd Acél- és Fémművek Rt.-nél. 1946 és 1948 között műszaki referens Marosvásárhelyen, az Auto-CFR Műhelyeknél. Gépészmérnöki oklevelet 1953-ban a kolozsvári Politechnikai Intézetben szerzett; 1971-ben doktorált. Tanársegéd volt ugyanott 1953-tól, majd egyetemi adjunktus, 1970–76 között kinevezett előadótanár, 1977–84 között a Gépészeti Kar prodékánja. Az 1980-as évek végén Magyarországra települt.

## Kutatási területe
A szerszámgépek megmunkálási pontosságának növelése. Szaktanulmányai a kolozsvári Politechnikai Intézet tudományos közlönyeiben (Buletinul Ştiinţific al I. P. Cluj) jelentek meg.

## Publikációi
Több egyetemi példatár és jegyzet társszerzője: 
- Îndrumător de lucrări la cursul de proiectare şi construcţia dispozitivelor (R. Olteanuval, Kolozsvár, 1966);
- Proiectarea şi construcţia dispozitivelor (Kolozsvár, 1969);
- Exploatarea şi construcţia dispozitivelor (R. Olteanuval, Kolozsvár, 1974);
- Îndrumător pentru proiectarea dispozitivelor. I–II. (R. Olteanuval és E. Tăciulescuval, Kolozsvár, 1978);
- Design pentru dispozitive în construcţia de maşini (társszerzők R. Olteanu, E. Tăciulescu és I. Valaşcanu, uo. 1982).